# Skyggen (film fra 1998)
 For alternative betydninger, se Skyggen. (Se også artikler, som begynder med Skyggen)
Skyggen  er en dansk science fiction-film fra 1998. Filmens instruktør og manuskriptforfatter er Thomas Borch Nielsen.

## Medvirkende
- Lars Bom
- Puk Scharbau
- Jørgen Kiil
- Karin Rørbech
- Mads Parsum
- Dorte Westh Lehrmann
- Kim Jansson
- Flemming Jetmar
- Dennis Dupont
- Alexandre Willaume-Jantzen
- Lars Borch Nielsen
- Mette Brodersen
- Carsten Christensen
- Sonnich Brinch Morgenstern